# Друри, Колин
Колин Джеймс Друри (англ. Colin James Drury; 28.04.1944 Хаддерсфилд, Уэст-Йоркшир, Англия — 13.04.2019, Хаддерсфилд, Англия) — британский экономист, эмерит профессор экономики Университета Хаддерсфилда, автор учебников по управленческому учёту.

## Биография
Колин родился 28 апреля 1944 года в Хаддерсфилде графства Уэст-Йоркшир в Англии.
После окончания школы работал в местной компании «Hopkinsons Ltd.», затем в «Бритиш Газ», потом в городском отделе Казначейского Совета Хаддерсфилда. В 1967 году он получил профессиональную квалификацию бухгалтера CIMA, а в 1969 году — CIPFA.
В 1970—1973 годах учился в Университете Хаддерсфилда и в 1973 году получил степень бакалавра, а в 1975 году удостоен магистерской степени (MBA) в Школе менеджмента Брэдфордского университета.
В 1988 году был удостоен звания профессора. Став эмерит профессором Университета Хаддерсфилда в 2004 году, продолжил исследовательскую деятельность управленческого учёта, измерения производительности и стоимости системы управления.
Был приглашённым профессором в Университете Порту в 2001—2003 годах.
Колин Друри являлся консультантом по вопросам управления затратами в международных консалтинговых фирмах, членом нескольких комитетов Института дипломированных бухгалтеров с 1967 года, членом Дипломированного института государственного сектора с 1969 года, членом учёного совета Агентства по обеспечению качества высшего образования, участвовал в подготовке Европейского конгресса бухгалтеров в Праге 2004 года.
Колин Друри умер 13 апреля 2019 года после непродолжительной болезни в Королевской больнице в Хаддерсфилде в возрасте 74 лет. У него остались жена Бронвен, двое сыновей, Мартин и Роберт, дочь Каролина и девять внуков.

## Награды
За свои достижения был неоднократно награждён:
- 2008 — премия за достижения всей жизни (Lifetime Achievement Award) от Британской ассоциации бухгалтерского учета и финансов[англ.][6][7].